# چارلی بارنت
چارلی بارنت (انگلیسی: Charlie Barnett؛ زادهٔ ۱۹ سپتامبر ۱۹۸۸) بازیکن فوتبال اهل بریتانیا است.
از باشگاه‌هایی که در آن بازی کرده‌است می‌توان به باشگاه فوتبال تلفورد یونایتد، باشگاه فوتبال ترانمره راورز، باشگاه فوتبال آکرینگتون استنلی، و باشگاه فوتبال لیورپول اشاره کرد.
وی همچنین در تیم ملی فوتبال زیر ۱۶ سال انگلستان بازی کرده‌است.